# E484 (Ecuador)
De E484 of Vía Colectora Palestina-San Juan (Verzamelweg Palestina-San Juan) is een secundaire nationale weg in Ecuador. De weg loopt van Palestina naar San Juan.